# Rick Rhoden
Richard Alan Rhoden (Boynton Beach, Florida, 16 de mayo de 1953), más conocido como Rick Rhoden, es un exjugador profesional estadounidense de béisbol que se desempeñó en la posición de lanzador en las Grandes Ligas de Béisbol (MLB). Logró obtener tres Bates de Plata.

## Carrera
Rhoden jugó como profesional cinco temporadas en Los Angeles Dodgers (1974-1978), después pasó a Pittsburgh Pirates (1979-1986), luego a New York Yankees (1987-1988), posteriormente a Houston Astros, donde jugó una temporada (1989), y fue el equipo en el que se retiró.

## Premios
Fue galardonado con el Bate de Plata en tres oportunidades (1984, 1985 y 1986).